# Miloš Battelino
Miloš Battelino, slovenski gledališki in filmski igralec, * 23. junij 1953, Ljubljana, † 18. december 2023.

## Življenjepis
Rodil se je očetu Borisu in mami Hildi v Ljubljani. Prva leta je preživljal v Kopru, nakar se je leta 1956 družina sprva preselila v Beograd, leta 1963 pa v Maribor. V Mariboru je začel obiskovati 5. razred na OŠ Bojana Ilicha, kasneje pa Prvo gimnazijo, ki jo je zaključil leta 1972. V Mariboru se je občasno pridružil delu v Amaterskem gledališču Slava Klavora. Leta 1974 se je vpisal na Akademijo za gledališče, radio, film in televizijo, ki jo je kot absolvent zaključil 1979 z vlogo Edka v uprizoritvi Tanga Sławomira Mrożka.  Še kot absolvent akademije se je zaposlil v SNG Nova Gorica, ki ga je zaradi povabila v Slovensko mladinsko gledališče v Ljubljani, zapustil leta 1982. Od leta 1996 do upokojitve je bil stalni član igralskega ansambla v Drami SNG Maribor. 
V svoji gledališki karieri je odigral veliko število vlog, vedno pa ga je zanimala tudi igra pred kamero. Skupaj je nastopil v 18 filmih, med katerimi so najbolj znani:  Splav meduze, Razseljena oseba, Rdeči boogie ali Kaj ti je deklica, Trije prispevki k slovenski blaznosti, Do konca in naprej, Triangel, Carmen, Petelinji zajtrk idr. 
Umrl je 18. decembra 2023 v Mariboru.

## Nagrade
- Borštnikova nagrada umetniškemu kolektivu uprizoritve Ljudožerci v produkciji Drame SNG Maribor, 52. Festival Borštnikovo srečanje, 2017
- Župančičeva nagrada ansamblu Slovenskega mladinskega gledališča za ustvarjalne dosežke v slovenskem, jugoslovanskem in evropskem prostoru, 1989
- Nagrada za najboljšega igralca, MES, Sarajevo 1983
- Nagrada za vlogo Diva Žnidaršiča v filmu Splav meduze, Teden slovenskega filma, Celje 1981
- Nagrada Sedem sekretarjev SKOJ-a za vrhunske dosežke na področju gledališke in filmske igre, Zagreb 1980
- Borštnikova nagrada za mladega igralca za vlogo Edka v uprizoritvi Tango – AGRFT Ljubljana, 1979